# 大倉第
大倉 第（おおくら だい、1966年5月18日 - ）は、日本のデザイナー。神奈川県出身。日本大学芸術学部デザイン学科卒業。日本デザインセンターに入社、その後退社。デザイナーでもあり、児童マンガ家の「森々れもん」（大倉第＋大倉明子）でもある。現在は、脳梗塞のため引退・・・

## 経歴
- 1989年、日本大学芸術学部デザイン学科を卒業し、日本デザインセンターに入社。
- 1991年、日本デザインセンターを退社、フリーデザイナーとなる。
- 1995年、学研に「かぶトンとかぶ子」を連載。ギャラが少なく同時にパチプロに・・・
- 1997年、朝日小学生新聞に、「かぶかぶワールド」を掲載。
- 2001年、インターネットに、「森々れもん オリジナルまんが」を開設。
- 2002年、インターネットに、「イラストSPORTS!」を開設。
- 2004年、インターネットに、「コミック　STAR WARS」を開設。
- 2005年、マンガ家とギター・リペアマンの二足の草鞋を履く。
- 2013年、脳梗塞のため右手が動かなくなり、引退・・・

## 作品リスト
- かぶトンとかぶ子
- かぶかぶワールド
- イナゴライダー
- フーちゃんとメーちゃん
- 彼女は、カパ子♡
- 私のカレは、縄文人♡

## エピソード
- 児童漫画は、森下裕美先生* の影響を受けている。
- 「ガンダム」のアムロ・レイのファンである。
- 古くからのスター・ウォーズ・ファン。
- その頃よく飲んでいた「C.C.Lemon」から、ペンネームをつけた。
- １回目から、侍ジャパンのファンである。
- 日芸の文連ソフトボール大会の時、フォークソング部チームの４番ピッチャーで、大会中にホームランを６本、あとはすべて２塁打と３塁打で、打率は８割だった。
- １５歳の時、父とのゴルフで、ホールインワンを出した。